# 诺基亚8310
诺基亚8310，係诺基亚公司生产的手机，沒有摄像头，在2001年之2002年間所生產，发表于2002年。

## 其他版本
北美洲發表了GSM-1900網絡模式的版本並命名為諾基亞8390。 AT＆T移動和羅渣士通訊集團在美國和加拿大分別提供網絡。